# Budgie (album)
Pour les articles homonymes, voir Budgie.
Albums de Budgie
Squawk
(1972)
Singles
1. Crash Course In Brain Surgery
Sortie : 1971

Budgie est le premier album du groupe de hard rock gallois Budgie. Il est sorti en juin 1971 sur le label MCA Records et a été produit par Rodger Bain.

## Historique
Il a été enregistré en quatre jours aux Rockfield studios au Pays de Galles sur une console 8 pistes et dans des conditions de prise directe. Il a été produit par Rodger Bain qui produisait en ce temps-là les premiers albums de Black Sabbath.
La version destinée au marché américain, parue sur Kapp Records, contient un titre supplémentaire, une première version de Crash Course in Brain Surgery simplement intitulée Crash Course. Ce titre sortira en single avec en face-B, une version raccourcie de Nude Disintegrating Parachutist Woman. Le groupe américain, Soundgarden, reprendra Homicidal Suicidal et en fera la face-B de la version européenne du single Outshined issu en 1992.
La version remastérisée comprend en titre bonus la version originale de Crash Course In Brain Surgery et sa face B, ainsi que deux titres qui proviennent des répétitions pour la tournée 2003.

## Liste des titres
- Tous les titres sont signés par Burke Shelley, Tony Bourge et Ray Phillips

Face 1
1. Guts - 4:20
2. Everything in my Heart - 1:00
3. The Author - 6:25
4. Nude Disintegrating Parachutist Woman - 8:30

Face 2
1. Rape of the Locks - 6:10
2. All Night Petrol - 6:00
3. You and I  - 1:45
4. Homicidal Suicidal - 6:30

Titres supplémentaires sur la version remastérisée 2005
1. Crash Course In Brain Surgery (single version 1971)
2. Nude disintegrating Parachutist Woman (Face B du titre ci-dessus)
3. Nude Disintegrating Parachutist Woman (version 2003)
4. Guts (version 2003)

## Musiciens du groupe
- Burke Shelley : chant, basse, mellotron.
- Tony Bourge : guitares.
- Ray Philips : batterie, percussions.
- Steve Williams : batterie, percussion sur les titres de 2003.
- Simon Lees : guitares sur les titres de 2003.